# FM 오키나와
FM오키나와(일본어: エフエム沖縄)는 일본의 FM 라디오 방송국이다.
1984년 9월 1일 개국했으며 오키나와현에서 방송을 실시하고 있다. JFN 가맹국이며, 애칭은 FM오키나와(FM沖縄), 콜사인은 JOIU-FM이다.

## 개요
- 1984년 8월까지는 AM라디오 방송국인 극동방송이었다.
- 본사와 연주소는 우라소에시에 있다.
- 사키시마 제도 다라마 섬 지역과 다이토 제도에는 중계국이 없으며, 사카시마 제도에 있는 미야코 섬의 경우 이라부 중계국 개국 전까지 지역 FM 방송국에서 평일 낮(11:30~15:50)과 토요일·일요일 저녁(19:00~21:00)일부 시간대에 이 방송국의 프로그램을 방송한 적이 있었다.

## 연혁(극동 방송 시대 포함)
- 1957년 2월 극동방송 사옥 안에 오키나와 방송국 설치 준비위원회 설치.
- 1958년 2월 영어 방송 개시(호출부호 KSAB·주파수 1020kc·출력1kW.오전 6시부터 8시까지, 오후 9시부터 11시까지는 일본어 프로그램 방송).
- 1959년 3월 일본어 전용 방송국 방송 개시(호출 부호 KSDX·주파수 1250kc·출력 5kW).KSAB는 영어 전용국으로 확정.
- 1970년 11월 28일　재단법인 극동방송(설립 신청중),류큐정부에 방송국(일본어·영어의 2국) 면허 신청.
- 1972년 5월 15일　본토 복귀에 수반해 중국어 방송 폐지.특별조치로서 영어 방송은 미국 법인 자격으로 5년간 방송을 유지했다.(호출 부호 JOFF, 1020 kHz·1kW), 일본어 방송국은 일본국 법인으로서 재단법인 설립까지 1년간 종교방송을 인정했다(호출 부호 JOTF, 1250kHz·5kW).
- 1978년 4월 25일　극동 방송, 재단법인에서 주식회사 조직으로 이행.그와 동시에 주식회사 극동 방송으로서 방송 개시(JOTF, 1250 kHz, 5kW.주파수는 그해 11월 23일부터 1251kHz로 변경).
- 1983년 9월 19일　우정성이 극동 방송 중파 방송국 폐지를 조건으로 FM 방송국 예비 면허 교부.
- 1984년 9월 1일　극동 방송 방송 종료. 일본 11번째 민영 FM라디오 방송국인 FM오키나와로 재개국.
- 1986년 9월 30일 24시간 방송 중단
- 1995년 10월 2일　24시간 방송 재개(일요일 심야 제외.)
- 2006년 가을 FM 오키나와 소유 중계국이 없는 미야코섬에서 이 지역의 소출력 라디오 방송국 FM미야코가 평일 낮 시간대와 토, 일요일 저녁 일부 시간대에 한정해 FM 오키나와의 프로그램을 방송하기 시작.(2018년 9월 까지)
- 2019년 1월 23일 - 미야코지마에 이라부 중계국 개국.

## 방송정보

### 주파수
- 나하 방송국:87.3MHz(출력:1kW)
- 나키진 중계국:83.7MHz(출력:100W)
- 이라부 중계국:77.4MHz(출력:100W)

### 방송 지역
- 오키나와 섬 및 주변 섬지역, 미야코제도(다라마 섬, 민나 섬 제외)

### 방송 시간
- 매일 오전 5시를 기점 24시간 방송을 실시하고 있으나 매주 일요일 심야(월요일 새벽) 1시부터 5시까지 방송휴지.

## 오키나와현에 있는 다른 텔레비전·라디오 방송국
- NHK 오키나와 방송국
- 류큐 방송(RBC)(TV는 도쿄 방송 계열,라디오는 JRN 계열이며 라디오 부문은 현재 분사화하여 RBCi라디오로 불림)
- 오키나와 TV 방송(OTV) (후지 TV 계열)
- 류큐아사히 방송(QAB) (TV 아사히 계열)
- 라디오 오키나와(ROK) (NRN계열)